# Seggauberg
Seggauberg est une ancienne commune autrichienne du district de Leibnitz, en Styrie.
Depuis le premier janvier 2015, elle est intégrée à la municipalité de Leibnitz.